# Paul Oppermann (General)

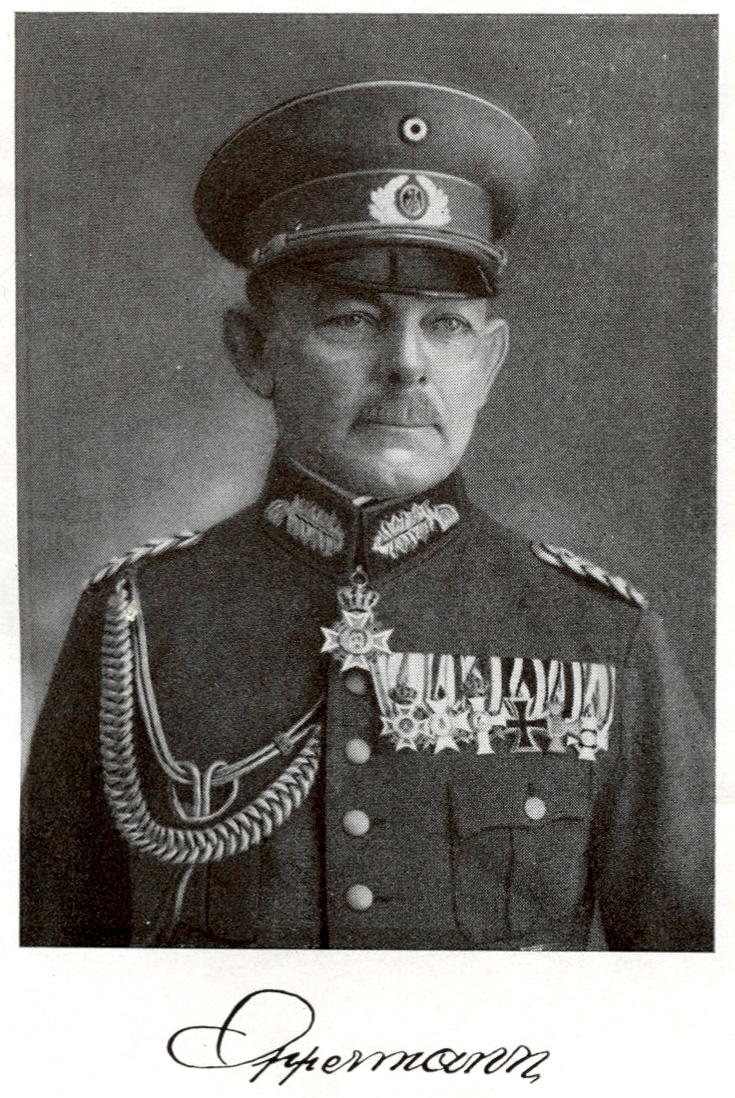
Paul Oppermann um ca. 1928

Max Julius Albert Paul Oppermann (* 5. Juni 1872 in Magdeburg; † 1944) war ein sächsischer Offizier und deutscher Generalmajor der Reichswehr.

## Leben
Paul Oppermann wurde am 25. November 1891 zum Fähnrich bei der 9. Kompanie des Infanterie-Regiment „König Ludwig III. von Bayern“ (3. Königlich Sächsisches) Nr. 102 unter Oberst Emil Hohlfeld ernannt. Am 21. Juni 1892 avancierte er in dieser Eigenschaft zum Leutnant und wurde in den weiteren Jahren u. a. bei der 4. Kompanie und als Adjutant des III. Bataillons des Regiments verwendet. Er wurde dabei am 25. Mai 1899 zum Oberleutnant bei der 3. Kompanie befördert und in den folgenden Jahren wurde er in die 8. Kompanie des Regiments verlegt.
Am 19. März 1906 avancierte er zum Hauptmann und wurde als Kompaniechef der 1. Kompanie der Unteroffizierschule nach Marienberg befehligt. Nach Verwendung in dieser Position kehrte er alsbald in den Truppendienst zurück, nämlich als Kompaniechef der 2. Kompanie in das Infanterie-Regiment „König Wilhelm II. von Württemberg“ (6. Königlich Sächsisches) Nr. 105 in Straßburg. Er diente die weiteren Jahre in dieser Eigenschaft und rückte nach Ausbruch des Ersten Weltkrieges mit seinem Verband an die Front. Schon nach kurzer Zeit wurde Oppermann zum Major und Bataillonskommandeur des I. Bataillons im Landwehr-Infanterie-Regiment Nr. 107 unter Oberstleutnant Bodo Senfft von Pilsach befördert. Er nahm an der Schlacht von Tannenberg teil. An der Ostfront konnte Major Oppermann im November 1914 mit seinem Bataillon durch selbstständige Entschlüsse einen Durchbruch russischer Soldaten an der Ostfront bei Südpolen verhindern, nachdem gegen die Brigade von Hertzberg ein schwerer Gegenstoß erfolgt war. Er wurde deshalb für seine Verdienste am 8. April 1915 mit dem Ritterkreuz des Militär-St.-Heinrichs-Ordens ausgezeichnet. Bis Juni 1915 wurde er zudem noch mit dem Albrechtsorden I. Klasse mit Schwertern, dem Eisernen Kreuz I. und II. Klasse und dem Österreichischen Militär-Verdienst-Kreuz mit Kriegsdekoration ausgezeichnet. Im Juli 1915 wurde er mit der Führung des Regiments beauftragt, da der Kommandeur Oberst Johannes Richter erkrankte. Einen Monat später übernahm Oberstleutnant Bernhard von Süßmilch das Regiment. Er avancierte im weiteren Laufe des Krieges zum Regimentskommandeur des Königlich-Sächsischen Infanterie-Regiments Nr. 472 und kommandierte dieses an der Westfront. Im Zuge der Deutschen Frühjahrsoffensive 1918 wurde er mit der Schaffung eines Brückenkopfes beauftragt und konnte diesen Auftrag unter größten Schwierigkeiten erfüllen. Er wurde deshalb am 8. Mai 1920 mit dem Kommandeurkreuz II. Klasse des Militär-St.-Heinrichs-Ordens ausgezeichnet. Am 27. Mai 1918 nahm er mit seinem Regiment an der Erstürmung des Kanonenberges teil.

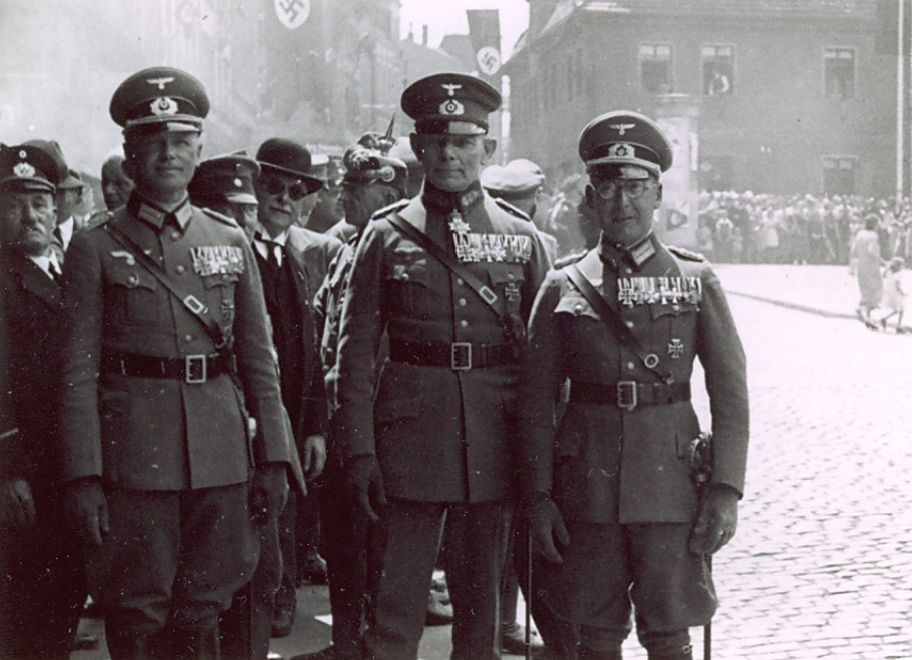
Paul Oppermann (Mitte) bei einem Straßenaufmarsch, Mitte der 1930er Jahre

Nach Kriegsende wurde Oppermann in die vorläufige Reichswehr übernommen und diente Anfang 1920 als Regimentskommandeur des Reichswehr-Infanterie-Regiments Nr. 37 und erhielt am 1. Oktober 1920 das Patent zum Oberstleutnant. Nach Bildung des 100.000 Mann Reichsheeres im Jahr 1921 wurde er zunächst als Stabsoffizier beim 10. (Sächsischen) Infanterie-Regiment unter Oberstleutnant Johannes Kretzschmar verwendet und im Herbst desselben Jahres zum Kommandanten des Truppenübungsplatz Königsbrück ernannt. Er wurde die nächsten Jahre in dieser Eigenschaft verwendet und am 1. Februar 1924 zum Oberst befördert. Er wurde schließlich am 1. Februar 1926 zum Regimentskommandeur des 12. Infanterie-Regiment in Halberstadt ernannt. Am 31. März 1928 wurde er zur Disposition gestellt, nachdem er zum Generalmajor befördert worden war.
Er verlobte sich im Juli 1905 mit Isidore von Zenker. Diese, Isidora Jenny von Zenker (* 3. Oktober 1878 auf dem Rittergut Niedergersdorf bei Bautzen), heiratete er am 3. Oktober 1905 in Gersdorf bei Bautzen. Sie war eine Tochter des Rittergutsbesitzers auf Niedergersdorf, Karl Adolf von Zenker (1845–1925) und dessen 1872 geheirateter Ehefrau Maria Friederike Therese geb. Weber (* 1851).